# Goosebumps 2: Halloween bântuit
Goosebumps 2: Halloween bântuit (titlu original: Goosebumps 2: Haunted Halloween) este un film american și acțiune live din 2018 regizat de Ari Sandel. Rolurile principale au fost interpretate de actorii Madison Iseman, Wendi McLendon-Covey, Jeremy Ray Taylor, Chris Parnell și Shari Headley.

## Prezentare
Halloween-ul revine la viață într-o nouă aventură bazată pe seria de cărți pentru copii cu același nume a scriitorului R.L. Stine. Continuarea se învârte în jurul a trei prieteni care trebuie să-l oprească pe Slappy The Dummy de la începerea apocalipsei de Halloween. În micul oraș Wardenclyffe, în noaptea de Halloween, doi băieți pe nume Sonny și Sam găsesc un manuscris numit „Haunted Halloween” într-o casă abandonată, care anterior fusese deținută de R. L. Stine. Când l-au deschis, ei l-au eliberat fără să știe pe Slappy, care intenționează să declanșeze o apocalipsă de Halloween cu ajutorul aliaților săi monștrii. Prietenii întâmpină accidental un nou val de necazuri condus de marioneta Slappy. Acum, Sonny, sora lui, Sarah, și Sam trebuie să lucreze împreună pentru a contracara complotul lui Slappy înainte ca totul să fie pierdut.

## Distribuție
- Madison Iseman ca Sarah Quinn
- Jeremy Ray Taylor ca Sonny Quinn
- Caleel Harris ca Sam Carter
- Wendi McLendon-Covey ca Kathy Quinn
- Chris Parnell ca Walter
- Ken Jeong ca Mr. Chu, the Quinns' neighbor
- Jack Black ca R. L. Stine[3]
- Mick Wingert ca Slappy the Dummy[4]
- Bryce Cass ca Tyler Mitchell
- Peyton Wich ca Tommy Madigan
- Kendrick Cross ca Mr. Carter
- Shari Headley ca Mrs. Carter
- Courtney Lauren Cummings ca Jess
- Jessi Goei ca Maya, Jess' friend
- Katharine C. Lumpkin ca a monster bride
- Kent Wagner ca an undead pirate
- Marsha Shackelford ca a female cyborg
- Barry W. Jerald Jr. ca a gray alien
- Sherri Millican ca a banshee
- Scott Millican ca a red-haired ghoul
- Joseph N. Hardin ca a vampire
- Alex T. Hill ca a scarecrow
- Benjamin Bladon ca a royal mummy